# يان لامرز
يان لامرز (بالهولندية: Jan Lammers)‏ مواليد 2 يونيو 1956 في زانتفورت، هولندا، هو سائق فورملا 1 هولندي بدأ مسيرته الاحترافية سنة 1979. كان أول سباق له هو جائزة الأرجنتين الكبرى 1979. خاض خلال مسيرته 41 سباقاً.

## سباقات شارك فيها
- لو مان 24 ساعة
- بطولة فورمولا 3 الألمانية
- سوبر فورمولا
- بطولة العالم للسيارات الرياضية
- البطولة الأمريكية لسباق السيارات

## روابط خارجية
- يان لامرز على موقع Racing-Reference.info (الإنجليزية)
- يان لامرز على موقع DriverDB.com (الإنجليزية)